# ハネナガイナゴ
ハネナガイナゴ（翅長稲子、学名: Oxya japonica japonica）は、バッタ目バッタ科の昆虫。いわゆるイナゴの仲間。

## 特徴
コバネイナゴによく似るが、翅の先端が腹端、および後肢腿節端を大きく超える。しかしコバネイナゴの長翅型にも同様の翅長を持つものがあり、同定にはオス交尾器の形状確認を要する。メスにおいては生殖下板に2本の隆起線が見られ、コバネイナゴとの区別が可能である。また、メスの生殖下板後縁、および腹部第3背板の下部後縁には棘状の突起が見られる。

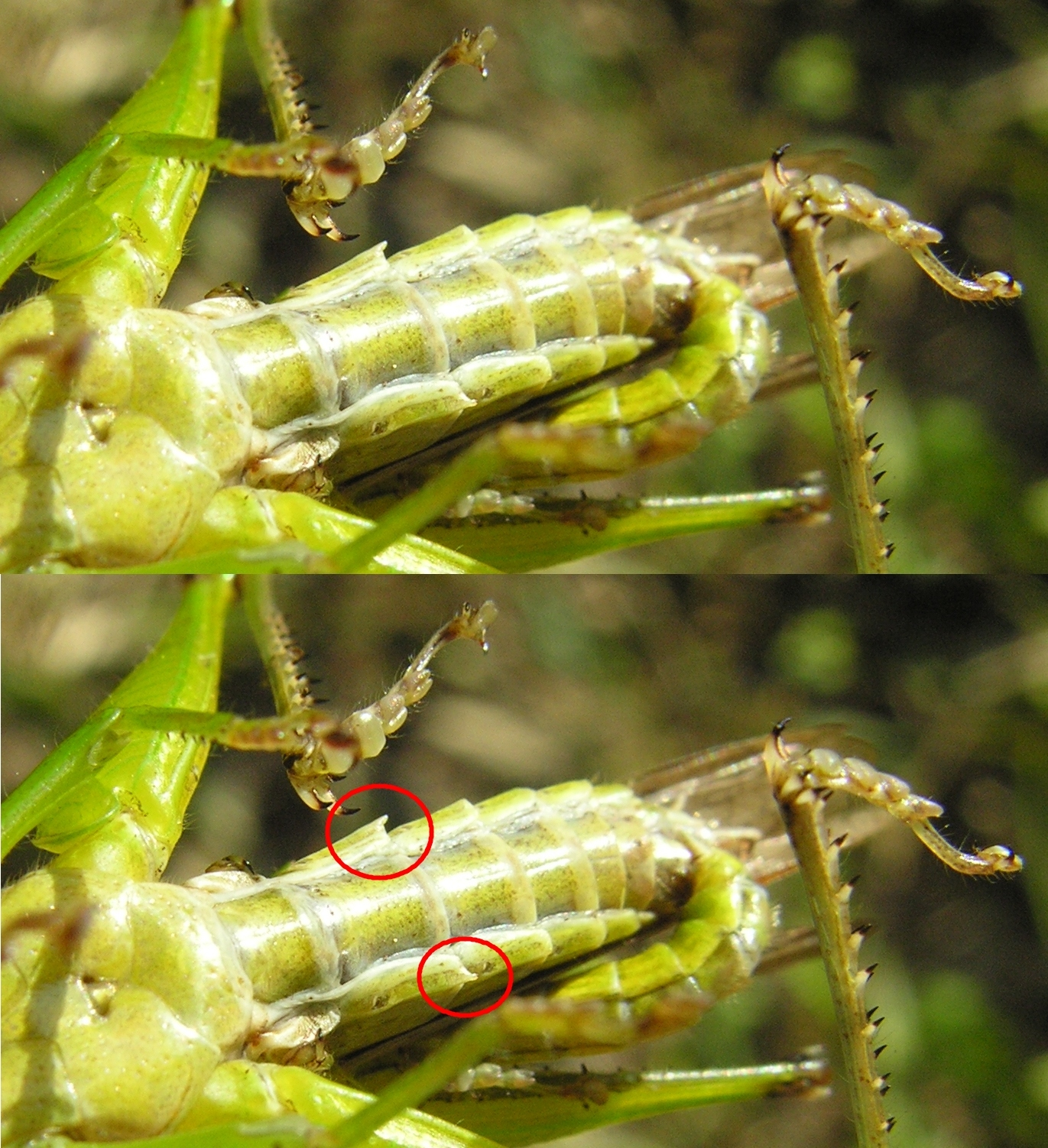
メスの腹部
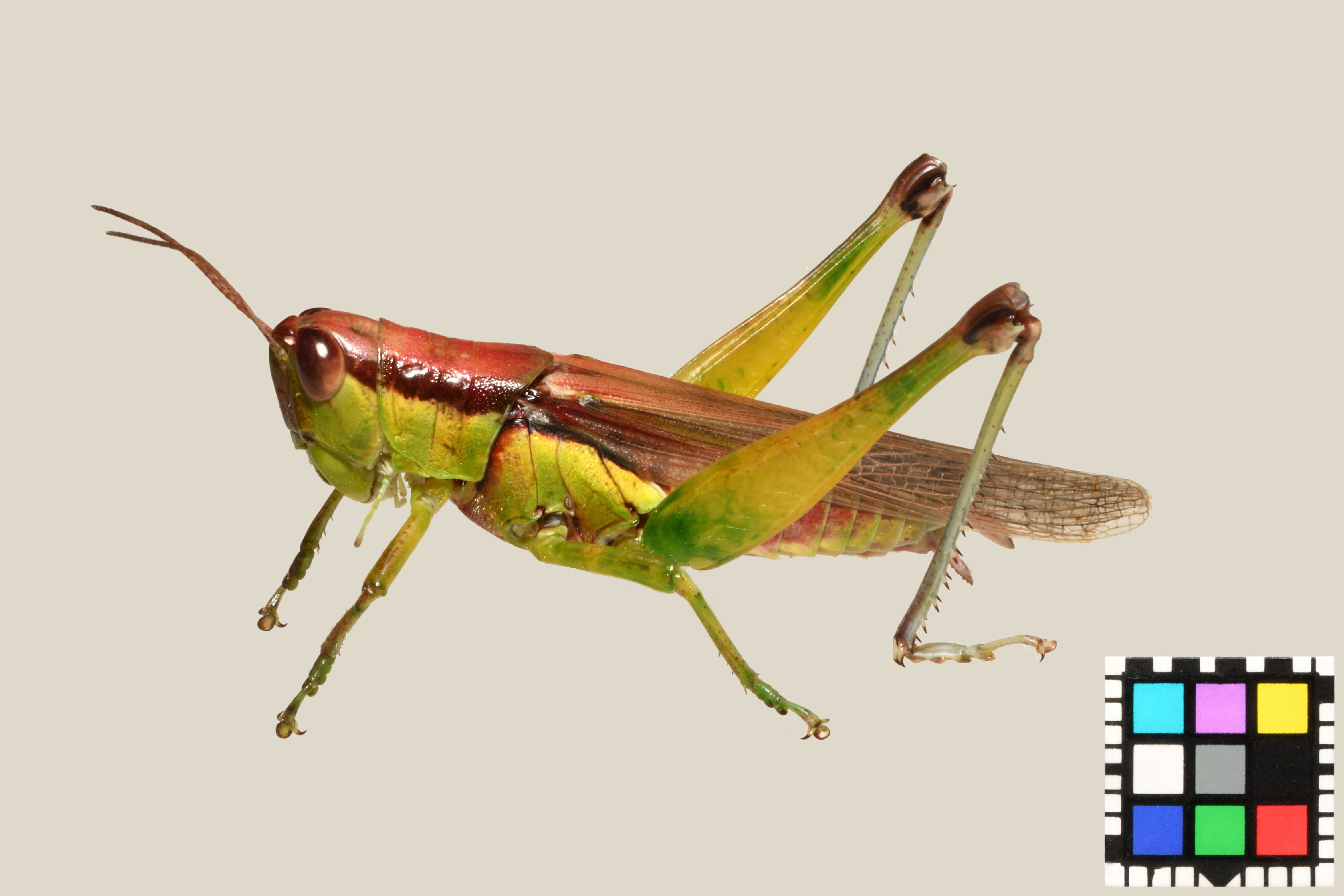
ハネナガイナゴのメス、佐賀平野

## 分布
日本（本州（秋田・岩手県南部以南）、四国、九州、種子島、屋久島、奄美大島、沖縄本島、久米島、南大東島、宮古島、石垣島、西表島、与那国島）、中国、台湾、東南アジア、インド、スリランカ。

## 近縁種
- タイワンハネナガイナゴ Oxya chinensis
- コバネイナゴ Oxya yezoensis